# Amalia Andrade Arango
Amalia Andrade Arango (Cali, Colombia; 20 de enero de 1986) es una escritora, periodista e ilustradora colombiana. Es reconocida principalmente por su libro superventas Uno siempre cambia el amor de su vida por otro amor o por otra vida, publicado por la Editorial Planeta en 2015. Así como también su libro no sé cómo mostrar dónde me duele originalmente publicado el 25 de septiembre del 2023.

## Biografía

### Nacimiento y estudios
Andrade nació en Cali, capital del departamento de Valle del Cauca, en 1986. Estudió la primaria y el bachillerato en el Colegio Jefferson. Tras graduarse se trasladó a la ciudad de Bogotá para asistir a la Pontificia Universidad Javeriana, donde cursó Estudios Literarios.

### Carrera
Tras su graduación, Andrade se vinculó profesionalmente con medios escritos y virtuales en Colombia como Vive.in, Fucsia, SoHo y Shock, además de Girls Like Us en los Estados Unidos. Su primera obra, Uno siempre cambia al amor de su vida (por otro amor o por otra vida), fue publicada por la Editorial Planeta en 2015, logrando un éxito notable en su país y en el exterior, alcanzando las tres ediciones. El libro, ilustrado por la autora, fue traducido al inglés con el título You Always Change the Love of Your Life (for Another Love or Another Life).
En 2017 publicó su segundo libro, Cosas que piensas cuando te muerdes las uñas, basada en sus propias experiencias personales. Un año después publicó su tercera obra, Tarot magicomístico de estrellas, a través de la Editorial Espasa.En 2023, publicó su cuarta obra, No sé cómo mostrar dónde me duele, de la Editorial Planeta.

## Plano personal
Andrade es abiertamente lesbiana. En 2018 confirmó públicamente su noviazgo con la actriz venezolana Marianela González.